# Nicolas Salos

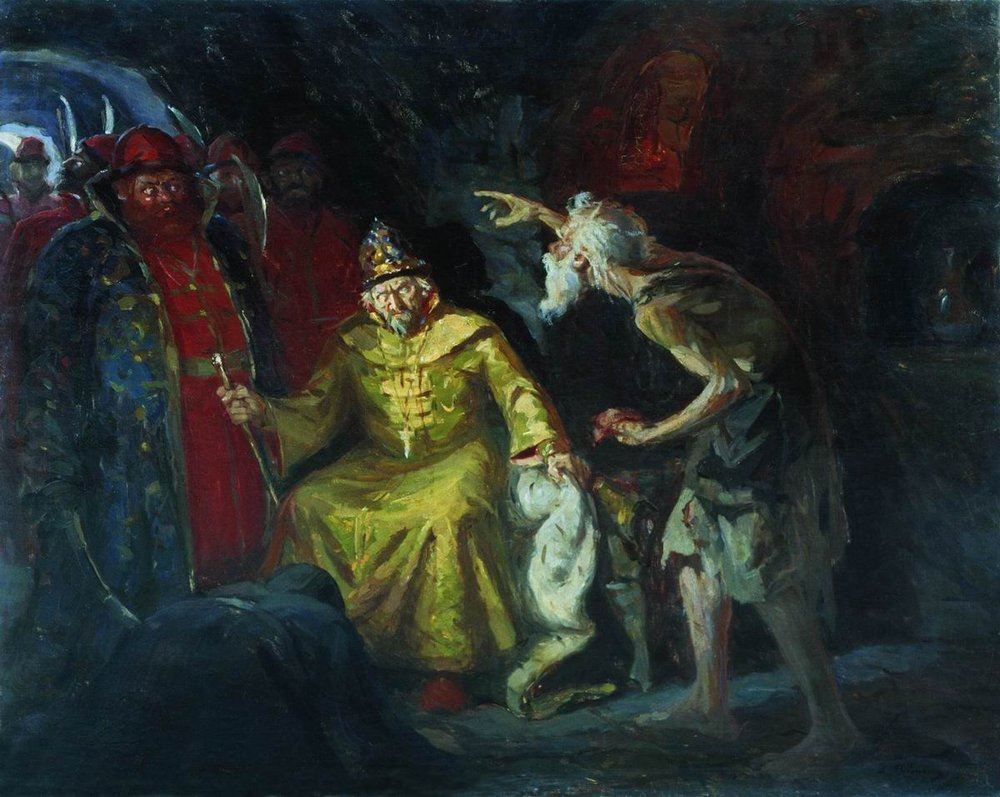
Andreï Riabouchkine Ivan le Terrible hésitant et Nicolas Salos

 Nicolas Salos ou Nicolas Salos de Pskov (russe : Николай Салос) est un Fol-en-Christ béatifié de la ville de Pskov en Russie. Lorsqu'Ivan le Terrible voulut envahir la ville de Pskov en 1570, Nicolas Salos alla à sa rencontre en portant un morceau de viande crue pour dénoncer la soif de sang du Tsar et lui prédire des malheurs. Le Tsar effrayé quitta la ville et cette dernière fut sauvée de la destruction. Nicolas Salos mourut en 1576. Il est inhumé dans la cathédrale de la Trinité (Pskov), où se trouvent ses reliques. Il est fêté le 28 février comme bienheureux orthodoxe.